# Liste von Persönlichkeiten aus Ponte Capriasca
Diese Liste enthält in Ponte Capriasca geborene Persönlichkeiten und solche, die in Ponte Capriasca ihren Wirkungskreis hatten, ohne dort geboren zu sein. Die Liste erhebt keinen Anspruch auf Vollständigkeit.

## Persönlichkeiten
(Sortierung nach Geburtsjahr)

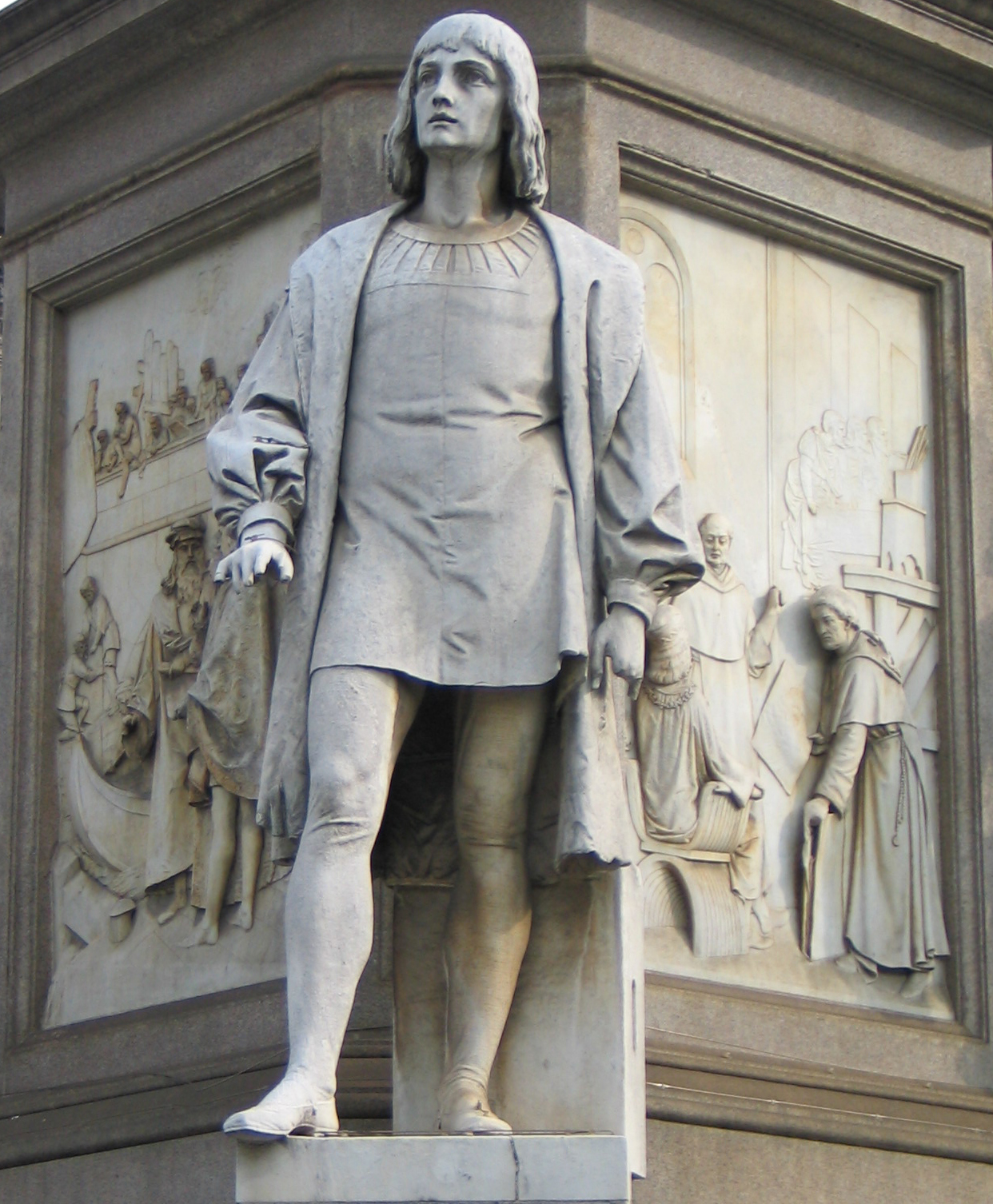
Statue des Cesare da Sesto auf der Piazza della Scala in Mailand.

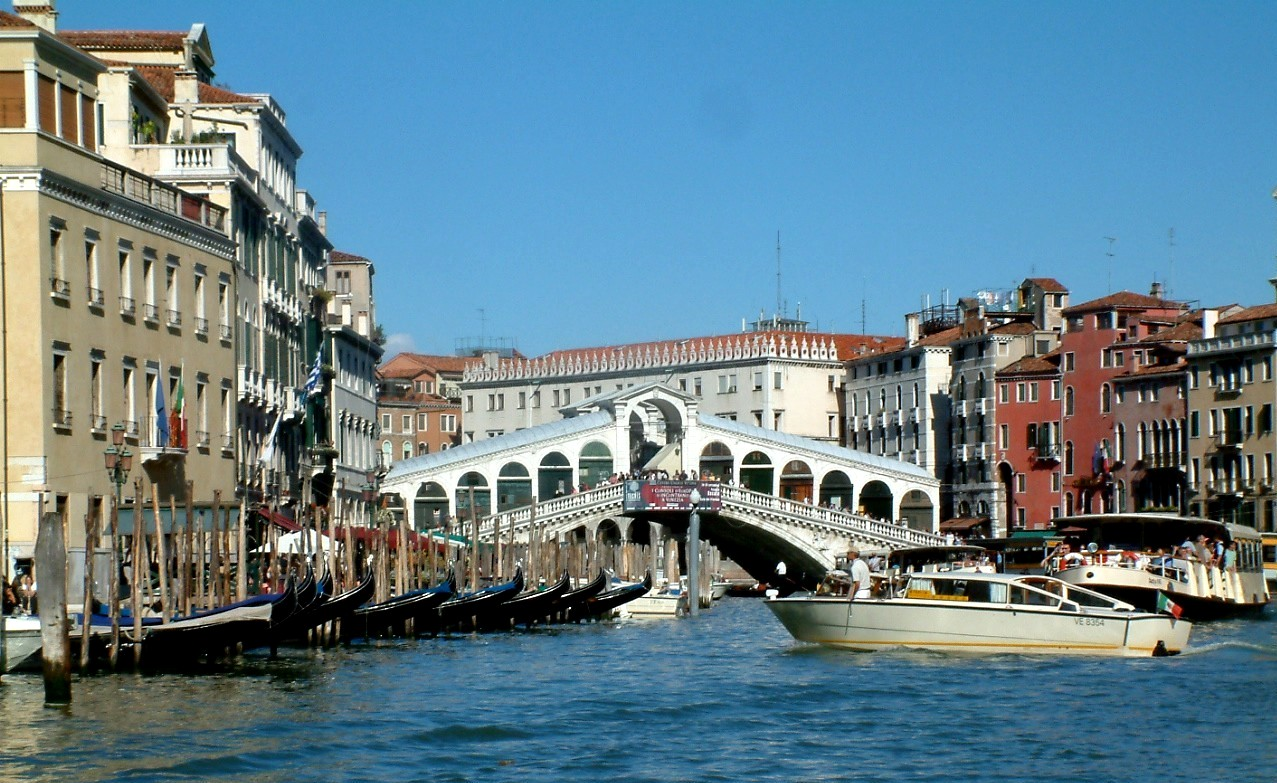
Antonio da Ponte: Rialtobrücke, Venedig

- Tamino Azzi (* um 1435 in Ponte Capriasca; † nach 13. Mai 1603 in Mailand), Sohn von Domenico, um 1575 emigrierte er nach Mailand als  Metzger, dann Gastgeber, Kaufmann, Unternehmer, Administrator, nach 1592 Freunde des Gran Cancelliere des spanischen Staat Mailand, Diego Salazar[1]
- Elia di Bartolomeo (* um 1450 in Ponte Capriasca; † nach 1513 in Città di Castello  ?), Architekt in Città di Castello und Perugia[2]
- Giovanni de Ponte (* um 1450 in Ponte Capriasca; nach 1511 ebenda ?), Bildhauer in Siena[3]
- Cesare da Sesto (1477–1523), Maler, Schüler des Leonardo da Vincis und dann Flüchtling in Ponte Capriasca
- Antonio da Ponte (1512–1597), Sohn des Giambattista, ein tessiner-venezianischer Architekt, er baute mit Guglielmo Bergamasco die innere Fassade des Dogenpalastes in Venedig und zusammen mit Antonio Paleari von Morcote die berühmte Rialtobrücke
- Paolo da Ponte (* um 1514 in Vicenza; † nach 1578 in Venedig), Bruder des Antonio, tessiner-venezianischer Architekt.[4]
- Domenico Solbiolo (um 1520–nach 1561), Baumeister, Architekt in Luzern und Mailand
- Giacomo Soldati (1. Hälfte des 16. Jahrhunderts–1600) war ein Wasserbau- und Militäringenieur in Piemont
- Domenico Gaspari  (* um 1715 in Ponte Capriasca; † gegen 1786 in Portolongone), Militäringenieur, zog nach Portolongone und besorgte dort die Wiederherstellung der Festung.[5][6]
- Francesco Gaspari (* 1728 in Ponte Capriasca; † gegen 1790 in Capua?), Ingenieur der Stadt und der Festung Capua mit dem Range eines Offiziers der Militäringenieure.[5][6]
- Francesco Airoldi (* 8. September 1775 in Ponte Capriasca; † 13. August 1834 in San Secondo Parmense), Politiker, ehemaliger Hauptmann der italienischen Garde, spielte 1814 eine grosse Rolle anlässlich der Wirren wegen der kantonalen Verfassungsänderung. Er war das Haupt des Aufstandes. 15. August 1815 verurteilte ihn der von der Tagsatzung mit besonderen Vollmachten versehene tessinisehe Gerichtshof in contumaciam zum Tode, und es wurden alle seine Güterkonlisziert. Flüchtling in Lombardei, Gemeindepräsident von San Secondo Parmense.[7][8][9]
- Giocondo Storni (1817–1898), Kapuziner, Pfarrer von Osco, ab 1876 von Quinto und ab ca. 1884 von Ponte Capriasca.  Er war redaktioneller Mitarbeiter des Blatts Il credente cattolico
- Aldo Galli (* 25. November 1905 in Ponte Capriasca; † 26. Februar 1979 ebenda ?), Maler, Glasmaler, Mosaiker schuf Art brut. Präsident der Künstlergruppe Réveil[10]
- Luigi G. Xerri (* 3. Januar 1925 in ?; † 28. Dezember 2008 in Ponte Capriasca), Priester, Pfarrer von Ponte Capriasca, Publizist, Autor[11]
- Francesco Canova (* 1931 in Chiasso), Sekundarlehrer, Journalist, Regisseur an der TSI, Schriftsteller; er wohnt in Ponte capriasca[12]
- Tullio Righinetti (* 11. Juni 1934 in Ponte Capriasca), Apotheker, Politiker, 1979–2011 Tessiner Grossrat (Präsident 1994)[13], Journalist[14]
- Stefania Carmine (1966), Radrennfahrerin